# De oskyldiga
De oskyldiga (norska: De uskyldige) är en norsk skräckfilm från 2021 i regi och manus av Eskil Vogt.

## Handling
Det är sommar med långa, ljusa dagar, men inte alla åker på semester. Fyra barn träffas och utforskar tillsammans husraderna där de bor. Avskärmade från föräldrarnas blickar utvecklas barnens oskyldiga lekar till något ohyggligt.

## Rollista
- Rakel Lenora Fløttum – Ida
- Alva Brynsmo Ramstad – Anna
- Sam Ashraf – Ben
- Mina Yasmin Bremseth Asheim – Aisha
- Ellen Dorrit Petersen – Ida og Annas mor
- Morten Svartveit – Ida og Annas far
- Kadra Yusuf – Aishas mor
- Lisa Tønne – Bens mor
- Irina Eidsvold Tøien – läkare
- Marius Kolbenstvedt – mannen med stein
- Kim Atle Hansen – mannen ved døren
- Nor Erik Vaagland Torgersen – 14-åringen
- Birgit Nordby – kvinnan på bron
- Tone Grøttjord-Glenne – pojke som bryter benet

## Utmärkelser
Filmen hade premiär under filmfestivalen i Cannes som en del av sidoprogrammet Un certain regard i juli 2021 och norsk premiär under filmfestivalen i Haugesund i augusti samma år.
Filmen har bland annat vunnit priser under Det europeiska filmpriset, Göteborg filmfestival och Robertprisen. Under Amandaprisen 2022 vann den fyra priser, bland annat vann Eskil Vogt i kategorin Bästa regi. Totalt nominerades den till tio priser inför utdelningen. Bland annat blev Fløttum, Brynsmo Ramstad och Bremseth Asheim nominerade tillsammans i kategorin Bästa kvinnliga skådespelare medan Ashraf nominerades till Bästa manliga skådespelare. Mina Yasmin Bremseth Asheim blev därmed den yngsta som nominerats till Amandaprisen.